# 新思維 (香港)
新思維（英語：Third Side）是香港的一个由狄志遠創立的政黨，自稱為中間派政黨，其支持港區國安法。

## 選舉

### 立法會選舉
| 選舉              | 民選得票 | 民選得票比例 | 地方選區議席 | 功能界別議席 | 選舉委員會議席 | 總議席 | +/- |
| 2016 (新界東補選) | 17,295   | 4.00%        | 0            | 不適用       | 不適用         | 0 / 1  | ━ 0 |
| 2016              | 13,461   | 0.62%        | 0            | 0            | 不適用         | 0 / 70 | ━ 0 |
| 2021              | 4,066    | 0.31%        | 0            | 1            | 0              | 1 / 90 | ▲ 1 |

### 區議會選舉
| 選舉 | 民選得票 | 民選得票比例 | 民選議席 | 當然議席 | 議席    | +/- |
| 2015 | 2,011 ━  | 0.14% ━      | 0        | 0        | 0 / 458 | 0 ━ |

### 2016年香港立法會新界東補選
2016年1月，黃成智代表新思維參選香港立法會新界東地方選區補選，為新思維首度派人參與立法會選舉。最終黃成智取得17,295票，以4%得票率落選，在7名候選人中得票排行第5。
有評論指黃成智的低得票表示中間溫和建制的路線並沒有得到選民的認同，所謂的「沉默大多數」並不存在。但亦指是因為與黃成智過去的政治立場及背景有關，因為同為中間溫和建制的方國珊，得票較黃成智高，兩人合共得票逾11%，若是全港性地區直選，中間派有機會取得一席。

### 2016年香港立法會選舉
在補選一役後，新思維決定在立法會選舉中派出兩隊人出選九龍西和新界東兩區的席位，但就在提名期都未結束之時，出選新界東的廖添誠名單全部因「道不同不相為謀」退黨。結果新思維只剩下狄志遠一隊出選九龍西。九龍西選情緊湊，民意調查顯示黃毓民、游蕙禎、譚國僑和狄志遠都有機會奪得最後一席，甚至傳出建制派為了令民主派少一席而為新思維拉票，結果狄志遠名單在四人中排最後，只得13,461票慘敗，游蕙禎則取得最後一席。新思維指選舉結果反映議會兩極化，但認為對立嚴重會迫使更多沉默大多數走出來，仍然堅稱中間路線可發展。

### 2021年香港立法會選舉
新思維將派兩名成員參選、分別是新界西北黃俊瑯、社福界狄志遠。最终狄志遠当选。

## 議員

### 立法會議員
| 界別     | 選區       | 姓名     | 2022-2025 | 備註 |
| -------- | ---------- | -------- | --------- | ---- |
| 功能界別 | 社會福利界 | 狄志遠   |           |      |
| 所得議席 | 所得議席   | 所得議席 | 1         |      |

## 政治立場
狄志遠和黃成智等前民主黨成員起初創立及領導新思維之時，標榜『中間路線』，並曾經在2016年香港立法會新界東地方選區補選和民建聯周浩鼎及公民黨楊岳橋作直接競爭。但其後新思維的路線被部分成員批評，其後這些成員更退黨抗議。至2016年香港立法會選舉，亦有傳出親北京派對狄志遠作出配票安排。
之後，於2018年11月香港立法會九龍西地方選區補選，狄志遠和多名親北京派政治領袖及立法會議員，包括李慧琼、鄭泳舜、蔣麗芸、吳秋北、梁美芬、邵家輝，葉劉淑儀等一同同台，支持陳凱欣，指陳凱欣「是一個做實事的人」，又呼籲中間選民「唔好被動、唔好逃避，今日我哋最少有個好好嘅選擇」。
2022年2月16日，新思維立法會議員狄志遠與其他89位建制派議員一起以全體90位立法會議員的名義，感謝中共總書記習近平對香港疫情作出「重要」指示：「我們深信，習近平總書記的指示，肯定能為全港市民帶來更堅定的信心；我們認為特區政府當前首要工作，是貫徹落實習近平總書記的指示，盡快穩控疫情，遏止病毒繼續擴散。」

## 重要事件

### 不滿輕泛民重建制，黃良喜退黨
2016年5月20日，執委黃良喜退黨，他批評新思維跟梁振英走得太近，新近又吸納新民黨前副主席鄭承隆與民建聯前成員廖添誠等加入，最近還有成員邀請加入建制社團廣東社團總會，違背自己當初組黨的初衷，不再秉持中間偏泛民路線，輕泛民而重建制。
黃良喜其後已轉投新民主同盟。

### 十人因「道不同不相為謀」退黨
2016年7月22日，新思維兩名副主席（廖添誠、姜炳耀），聯同三名執行委員（李維、陸偉良、朱惠幗）及五名黨員（陳栢堅、邱勛、陳麗麗、黃澤鋒、高瀚）發聲明，指發現黨內未能擺脫固有政黨兩極化的意識形態，也深深明白到黨團的利益與他們的理想有重大分歧，因「道不同不相為謀」退黨。新思維黨員人數原為78人，10人退黨，只剩下68人, 即失去了八分之一黨員。

### 黃成智退黨
2016年7月29日，新思維黨員黃成智表示已申請「暫停黨籍」，參選立法會社會福利界功能組別議席。但新思維副主席鄭承隆發聲明指，黃成智是「退黨」。

## 外部連結
- 新思維的Facebook專頁
- .   [2021-12-10]. （原始内容存档于2016-02-01） （中文（繁體））.